# Ivan Vrba
Ivan Vrba (ur. 15 czerwca 1977 w Gottwaldovie) – czeski kolarz torowy, brązowy medalista mistrzostw świata.

## Kariera
Pierwszy sukces w karierze Ivan Vrba osiągnął w 1998 roku, kiedy zajął ósme miejsce w sprincie drużynowym podczas mistrzostw świata w Bordeaux. Na rozgrywanych dwa lata później igrzyskach olimpijskich w Sydney w tej samej konkurencji był jedenasty. Największy sukces w karierze osiągnął na mistrzostwach świata w Melbourne w 2004 roku, gdzie wywalczył brązowy medal w keirinie. W wyścigu tym wyprzedzili go jedynie Brytyjczyk Jamie Staff i Hiszpan José Antonio Escuredo. W keirinie wystartował także na igrzyskach olimpijskich w Atenach, gdzie był dziesiąty. Ponadto w 2005 roku został mistrzem Czech w sprincie indywidualnym.